# Body (The Jacksons)
Body è una canzone del gruppo musicale statunitense The Jacksons scritta e cantata da Marlon Jackson e pubblicata il 21 novembre 1984 come terzo e singolo dell'album Victory.

## Il video
Nel videoclip della canzone appaiono solo i fratelli Marlon, Tito, Jackie e Randy perché Jermaine e Michael non vollero prenderne parte. Il protagonista e leader del gruppo nel video divenne pertanto Marlon, che era anche autore del brano. Non potendo puntare sui due più famosi fratelli per attrarre il pubblico, i restanti membri della band chiamarono a parteciparvi numerose ballerine di ginnastica aerobica, disciplina che andava parecchio di moda in quegli anni. Nel video si narrano proprio le gesta dei quattro fratelli alla disperata ricerca di ballerine per uno spettacolo. Alcune scene furono girate nella villa di famiglia a Hayvenhurst Avenue, Encino, dove abitavano ancora tutti i fratelli finché Michael non si trasferì al Neverland Ranch nel 1988.

## Tracce

### Versione 7"
Testi e musiche di Marlon Jackson.
1. Body – 5:06
2. Body (Instrumental Version) – 5:06

## Formazione
- Michael Jackson - cori
- Jermaine Jackson - cori
- Jackie Jackson - cori
- Tito Jackson - chitarra e cori
- Randy Jackson - cori
- Marlon Jackson - voce principale, sintetizzatore, programmazione "Linn", cori

### Musicisti ospiti
- John Barnes - arrangiamenti, tastiera "Fairlight" computerizzata, sintetizzatori addizionali
- David Ervin - sintetizzatori addizionali
- David Williams - chitarra
- Greg Wright - assolo di chitarra
- Jonathan Moffett - batteria "Simmons"